# 4-(idrossimetil)benzenesulfonato deidrogenasi
La 4-(idrossimetil)benzenesulfonato deidrogenasi è un enzima appartenente alla classe delle ossidoreduttasi, che catalizza la seguente reazione:
4-(idrossimetil)benzenesulfonato + NAD+ ⇄ 4-formilbenzenesulfonato + NADH + H+
L'enzima è coinvolto della via degradativa del toluene-4-sulfonato in Comamonas testosteroni